# Keffenach
Keffenach est une commune française située dans la circonscription administrative du Bas-Rhin et, depuis le 1er janvier 2021, dans le territoire de la Collectivité européenne d'Alsace, en région Grand Est.
Cette commune se trouve dans la région historique et culturelle d'Alsace.

## Géographie

### Localisation
Keffenach est à 3,1 km de Schœnenbourg, 4,8 de Soultz-sous-Forêts.
Les communes limitrophes sont  Drachenbronn-Birlenbach, Hunspach, Memmelshoffen, Retschwiller, Schœnenbourg et Soultz-sous-Forêts.

### Géologie et relief
La commune se compose de 190,59 hectares de territoires agricoles (79,74 %) et 48,76 hectares de forêts et milieux semi-naturels (20,40 %).
Espaces naturels :
- Trois espaces protégés hors Natura 2000 Vosges du Nord :

Réserve de Biosphère, zone tampon,
Réserve de Biosphère, zone de transition,
Parc naturel régional.
Keffenach fait partie du parc naturel régional des Vosges du Nord.

### Hydrographie et les eaux souterraines
Hydrogéologie et climatologie : Système d’information pour la gestion de l’Aquifère rhénan, par le BRGM :
Territoire communal : Occupation du sol (Corinne Land Cover); Cours d'eau (BD Carthage),
Géologie : Carte géologique; Coupes géologiques et techniques,
Hydrogéologie : Masses d'eau souterraine; BD Lisa; Cartes piézométriques.
La commune est dans le bassin versant du Rhin au sein du bassin Rhin-Meuse. Elle est drainée par le ruisseau le Wintzenbach, le ruisseau la Heimbachgraben, le ruisseau l'Altergraben et le ruisseau le Birlenbach,,.
Le Wintzenbach, d'une longueur de 11 km, prend sa source dans la commune de Soultz-sous-Forêts et se jette  dans le Haussauerbach à Hoffen, après avoir traversé sept communes. 

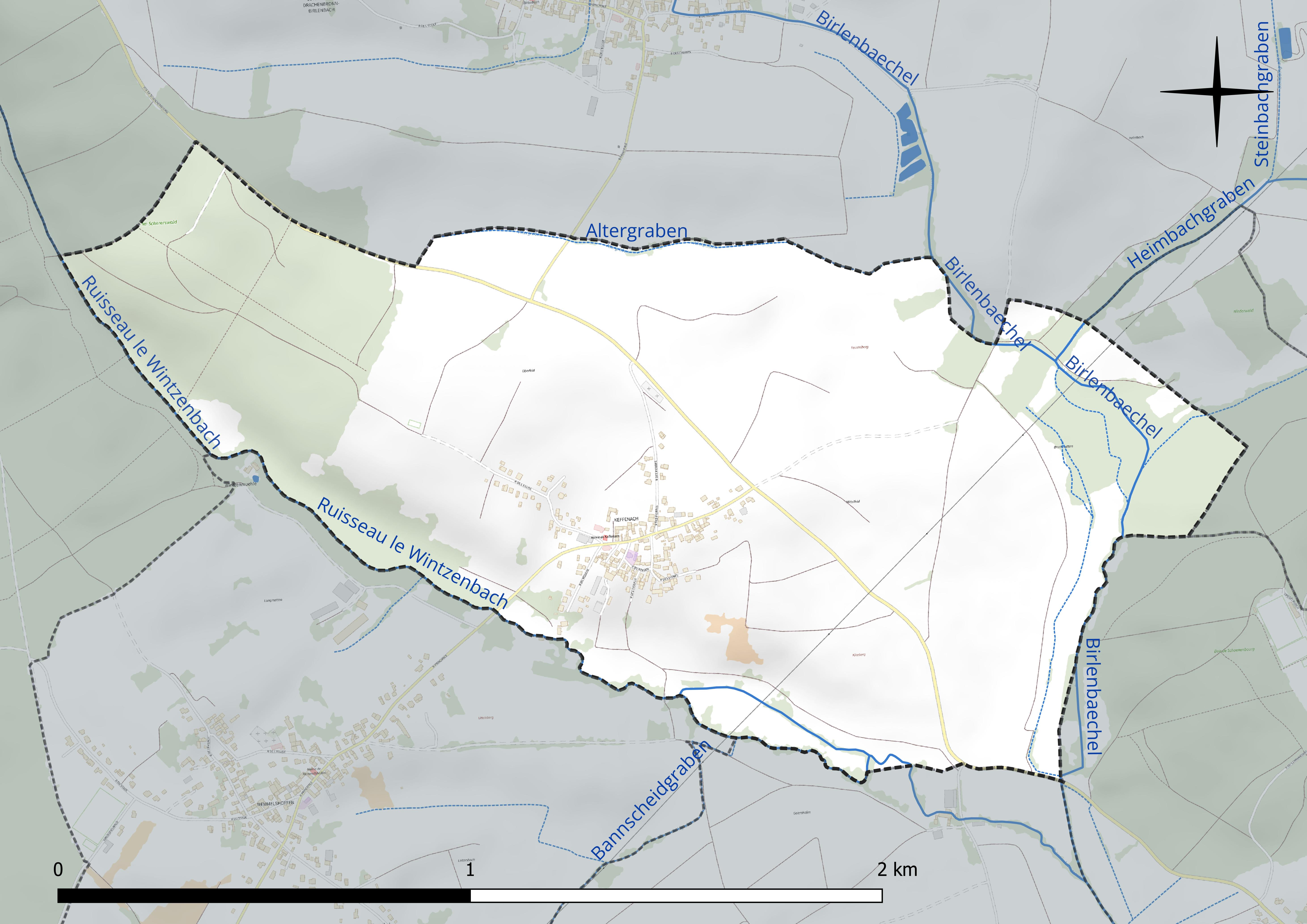
Réseau hydrographique de Keffenach.

### Climat
Pour des articles plus généraux, voir Climat du Grand Est et Climat du Bas-Rhin.
En 2010, le climat de la commune est de type climat des marges montargnardes, selon une étude du Centre national de la recherche scientifique s'appuyant sur une série de données couvrant la période 1971-2000. En 2020, Météo-France publie une typologie des climats de la France métropolitaine dans laquelle la commune est exposée à un climat semi-continental et est dans une zone de transition entre les régions climatiques « Vosges » et « Alsace ». 
Pour la période 1971-2000, la température annuelle moyenne est de 10,7 °C, avec une amplitude thermique annuelle de 17,9 °C. Le cumul annuel moyen de précipitations est de 810 mm, avec 10,8 jours de précipitations en janvier et 10,2 jours en juillet. Pour la période 1991-2020, la température moyenne annuelle observée sur la station météorologique de Météo-France la plus proche, « Preuschdorf », sur la commune de Preuschdorf à 6 km à vol d'oiseau, est de 11,3 °C et le cumul annuel moyen de précipitations est de 834,2 mm. 
La température maximale relevée sur cette station est de 39,8 °C, atteinte le 4 juillet 2015 ; la température minimale est de −19,9 °C, atteinte le 8 janvier 1985,,. 
Les paramètres climatiques de la commune ont été estimés pour le milieu du siècle (2041-2070) selon différents scénarios d'émission de gaz à effet de serre à partir des nouvelles projections climatiques de référence DRIAS-2020. Ils sont consultables sur un site dédié publié par Météo-France en novembre 2022.

## Urbanisme

### Typologie
Au 1er janvier 2024, Keffenach est catégorisée commune rurale à habitat dispersé, selon la nouvelle grille communale de densité à sept niveaux définie par l'Insee en 2022.
Elle est située hors unité urbaine et hors attraction des villes,.

### Occupation des sols
L'occupation des sols de la commune, telle qu'elle ressort de la base de données européenne d’occupation biophysique des sols Corine Land Cover (CLC), est marquée par l'importance des territoires agricoles (80,9 % en 2018), une proportion identique à celle de 1990 (80,9 %). La répartition détaillée en 2018 est la suivante :
terres arables (56,4 %), zones agricoles hétérogènes (24,5 %), forêts (19,1 %). L'évolution de l’occupation des sols de la commune et de ses infrastructures peut être observée sur les différentes représentations cartographiques du territoire : la carte de Cassini (XVIIIe siècle), la carte d'état-major (1820-1866) et les cartes ou photos aériennes de l'IGN pour la période actuelle (1950 à aujourd'hui).

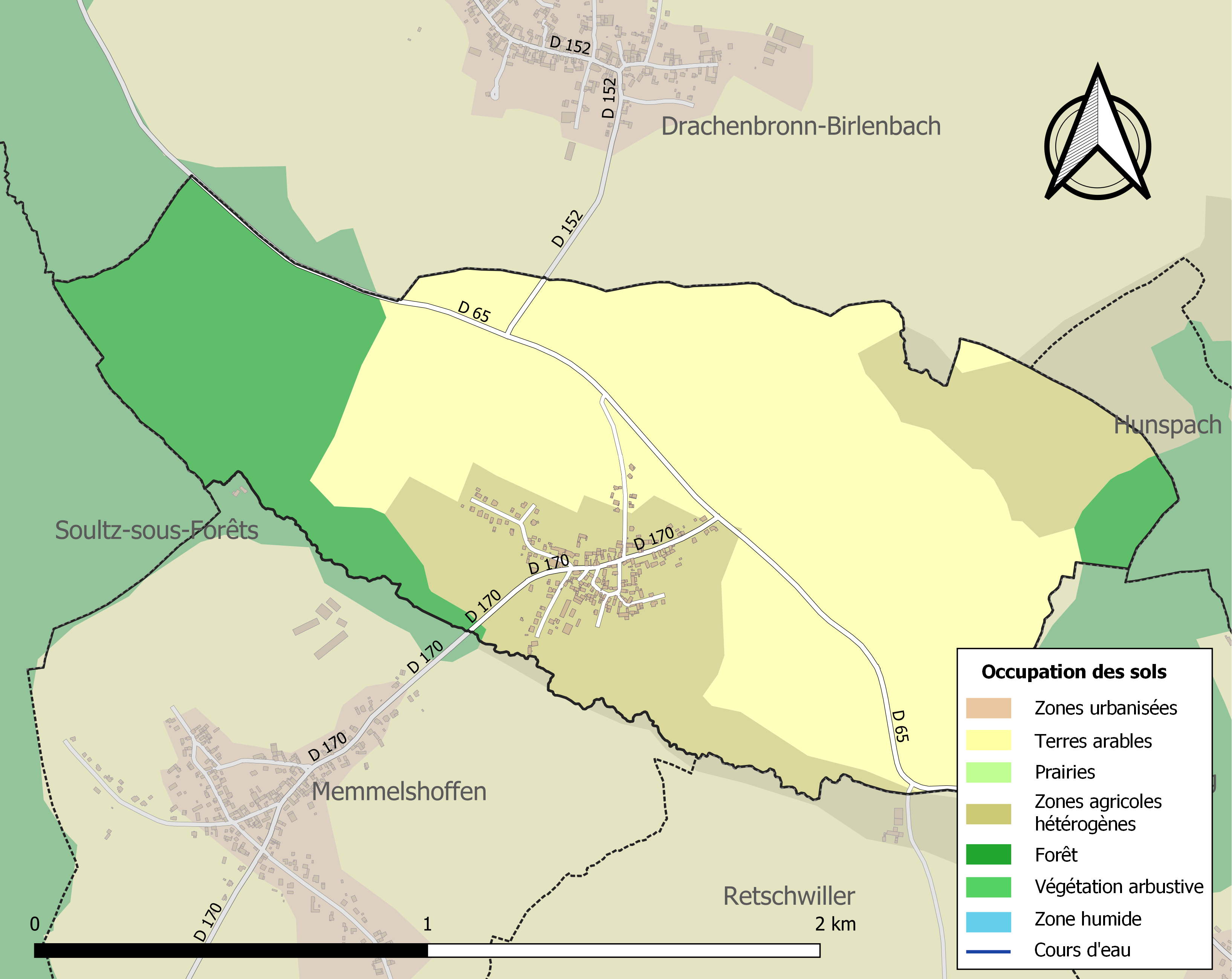
Carte des infrastructures et de l'occupation des sols de la commune en 2018 (CLC).

### Voies de communications et transports

#### Voies routières
- D 170 vers Memmelschoffen, Retschwiller[24].
- D 170 > D 65 vers Schonenbourg, Pfaffenbronn.

#### Transports en commun

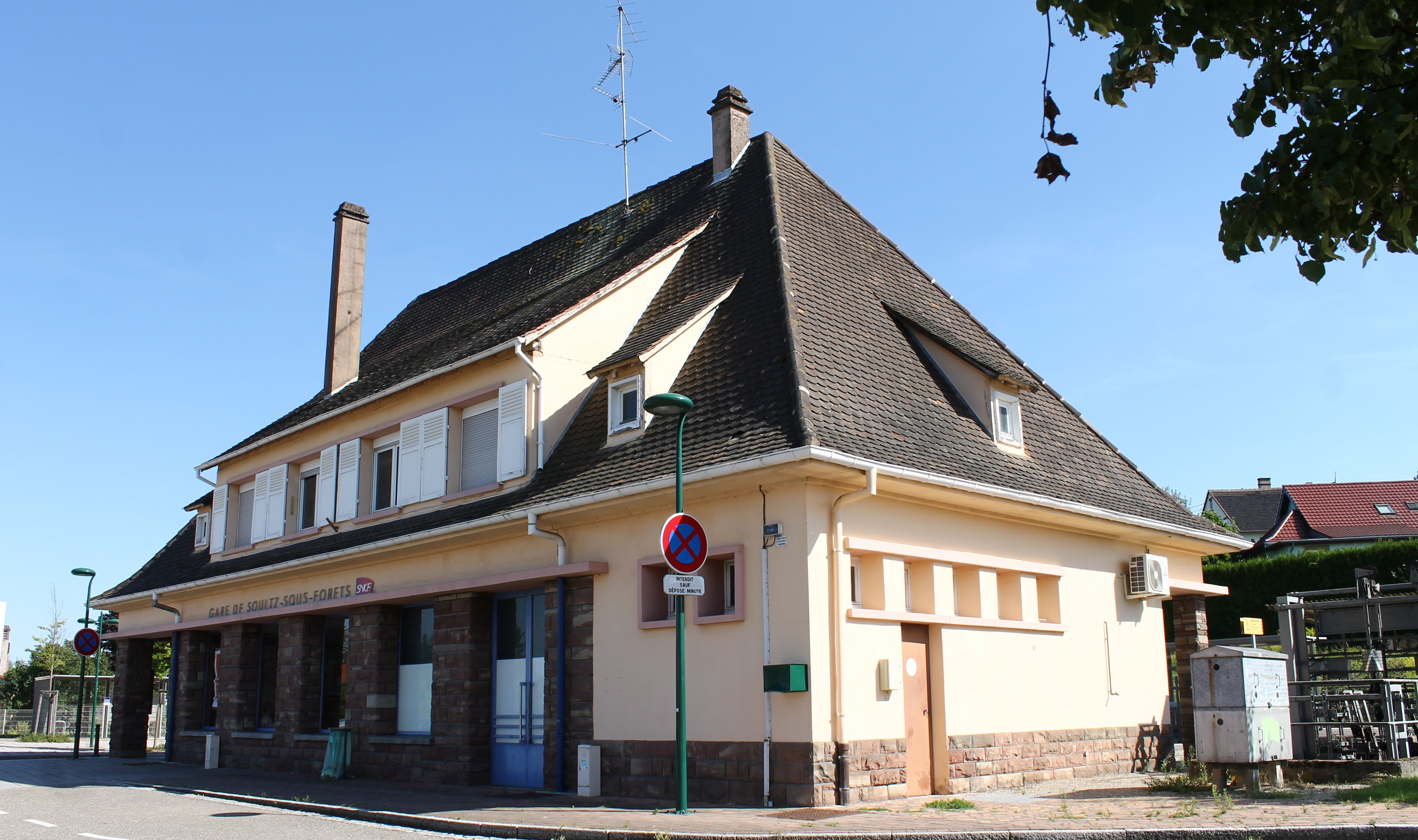
Gare de Soultz-sous-Forêts.

- Transports en Alsace.
- Fluo Grand Est.

##### SNCF
- Gare de Soultz-sous-Forêts
- Gare de Hoelschloch,
- Gare de Hoffen,
- Gare de Hunspach,
- Gare de Walbourg.

### Risques naturels et technologiques
Commune située dans une zone 3 de sismicité modérée.

## Toponymie
Le nom de Keffenach serait originaire du latin Kapana qui signifie cabane.

## Histoire
Première mention du village en 1312 comme fief des Ochstein; au XVIIIe siècle, deux fermes appartenaient à l'ordre des chevaliers teutoniques.
Keffenach passa aux seigneurs des Fleckenstein en 1348, et aux Puller de Hohenbourg. Mais les Lichtenberg reprirent des droits importants sur la localité. En 1480, ces droits passèrent aux mains des Deux-Ponts-Bitche avant de revenir aux Lichtenberg.

## Politique et administration

### Découpage territorial

#### Commune et intercommunalités
Commune membre de la Communauté de communes de l'Outre-Forêt.

### Élections municipales et communautaires

#### Administration municipale
Le nombre d'habitants au dernier recensement étant compris entre 100 et 499, le nombre de membres du conseil municipal est de 11.
Depuis décembre 2015, un conseil municipal des jeunes composé de 9 jeunes du CM1 à la terminale se réunit une fois par mois. Des élections ont eu lieu afin d'élire les membres du conseil : étaient électeurs tous les enfants âgés du CM1 à la terminale.

#### Liste des maires
| Période                                  | Période   | Identité         | Étiquette | Qualité                                        |
| ---------------------------------------- | --------- | ---------------- | --------- | ---------------------------------------------- |
| Les données manquantes sont à compléter. |           |                  |           |                                                |
| mars 2008                                | mars 2014 | Alfred Schneider | SE        |                                                |
| mars 2014                                | mai 2020  | Pascale Ludwig   | SE        |                                                |
| mai 2020                                 | En cours  | Anne Frey        |           | Employé civil et agent de la fonction publique |

### Budget et fiscalité 2023
En 2023, le budget de la commune était constitué ainsi :
- total des produits de fonctionnement : 166 000 €, soit 792 € par habitant ;
- total des charges de fonctionnement : 150 000 €, soit 713 € par habitant ;
- total des ressources d'investissement : 47 000 €, soit 224 € par habitant ;
- total des emplois d'investissement : 36 000 €, soit 169 € par habitant ;
- endettement : 186 000 €, soit 884 € par habitant.

Avec les taux de fiscalité suivants :
- taxe d'habitation : 18,00 % ;
- taxe foncière sur les propriétés bâties : 25,63 % ;
- taxe foncière sur les propriétés non bâties : 68,39 % ;
- taxe additionnelle à la taxe foncière sur les propriétés non bâties : 0,00 % ;
- cotisation foncière des entreprises : 0,00 %.

Chiffres clés Revenus et pauvreté des ménages en 2021 : médiane en 2021 du revenu disponible, par unité de consommation : 25 870 €.

## Équipements et services publics

### Enseignement
Établissements d'enseignements :
- École maternelle et primaire,
- Collèges à Soultz-sous-Forêts, Wissembourg, Wœrth, Walbourg, Soufflenheim,
- Lycées à Wissembourg, Walbourg, Haguenau.

### Santé
Professionnels et établissements de santé :
- Médecins à Soultz-sous-Forêts, Merkwiller-Pechelbronn, Hunspach, Surbourg, Riedseltz, Lembach,
- Pharmacies à Soultz-sous-Forêts, Merkwiller-Pechelbronn, Lembach, Wissembourg,
- Hôpitaux à Lobsann, Goersdorf, Wissembourg.

## Population et société

### Démographie

#### Évolution démographique
L'évolution du nombre d'habitants est connue à travers les recensements de la population effectués dans la commune depuis 1793. Pour les communes de moins de 10 000 habitants, une enquête de recensement portant sur toute la population est réalisée tous les cinq ans, les populations de référence des années intermédiaires étant quant à elles estimées par interpolation ou extrapolation. Pour la commune, le premier recensement exhaustif entrant dans le cadre du nouveau dispositif a été réalisé en 2004.

En 2022, la commune comptait 204 habitants, en évolution de +9,09 % par rapport à 2016 (Bas-Rhin : +3,17 %, France hors Mayotte : +2,11 %).
| 1793 | 1800 | 1806 | 1821 | 1831 | 1836 | 1841 | 1846 | 1851 |
| ---- | ---- | ---- | ---- | ---- | ---- | ---- | ---- | ---- |
| 178  | 187  | 231  | 246  | 260  | 246  | 223  | 235  | 230  |

| 1856 | 1861 | 1866 | 1871 | 1875 | 1880 | 1885 | 1890 | 1895 |
| ---- | ---- | ---- | ---- | ---- | ---- | ---- | ---- | ---- |
| 199  | 207  | 202  | 210  | 198  | 187  | 179  | 183  | 189  |

| 1900 | 1905 | 1910 | 1921 | 1926 | 1931 | 1936 | 1946 | 1954 |
| ---- | ---- | ---- | ---- | ---- | ---- | ---- | ---- | ---- |
| 204  | 198  | 206  | 190  | 176  | 163  | 189  | 195  | 207  |

| 1962 | 1968 | 1975 | 1982 | 1990 | 1999 | 2004 | 2006 | 2009 |
| ---- | ---- | ---- | ---- | ---- | ---- | ---- | ---- | ---- |
| 186  | 188  | 179  | 190  | 173  | 206  | 214  | 219  | 208  |

| 2014 | 2019 | 2022 | - | - | - | - | - | - |
| ---- | ---- | ---- | - | - | - | - | - | - |
| 191  | 204  | 204  | - | - | - | - | - | - |

### Cultes
- Culte catholique, Communauté des 4 paroisses de Bietlenheim, Geudertheim, Hoerdt, Weyersheim[39], Diocèse de Strasbourg.
- Culte protestant, Paroisses du Vignoble (Steinseltz, Cleebourg, Birlenbach)[40].

## Économie

### Entreprises et commerces

#### Agriculture
- Culture de céréales, de légumineuses et de graines oléagineuses.
- Culture et élevage associés.

#### Tourisme
- Hébergements à Soultz-sous-Forêts, Drachenbronn, Birlenbach, Hermeswiller.
- Ferme-auberge à Drachenbronn-Birlenbach.

#### Commerces
- Commerces et services de proximité[41].

La commune possède une entreprise : le Garage Frey, atelier de réparation automobile, situé 9, rue Principale.

## Culture locale et patrimoine

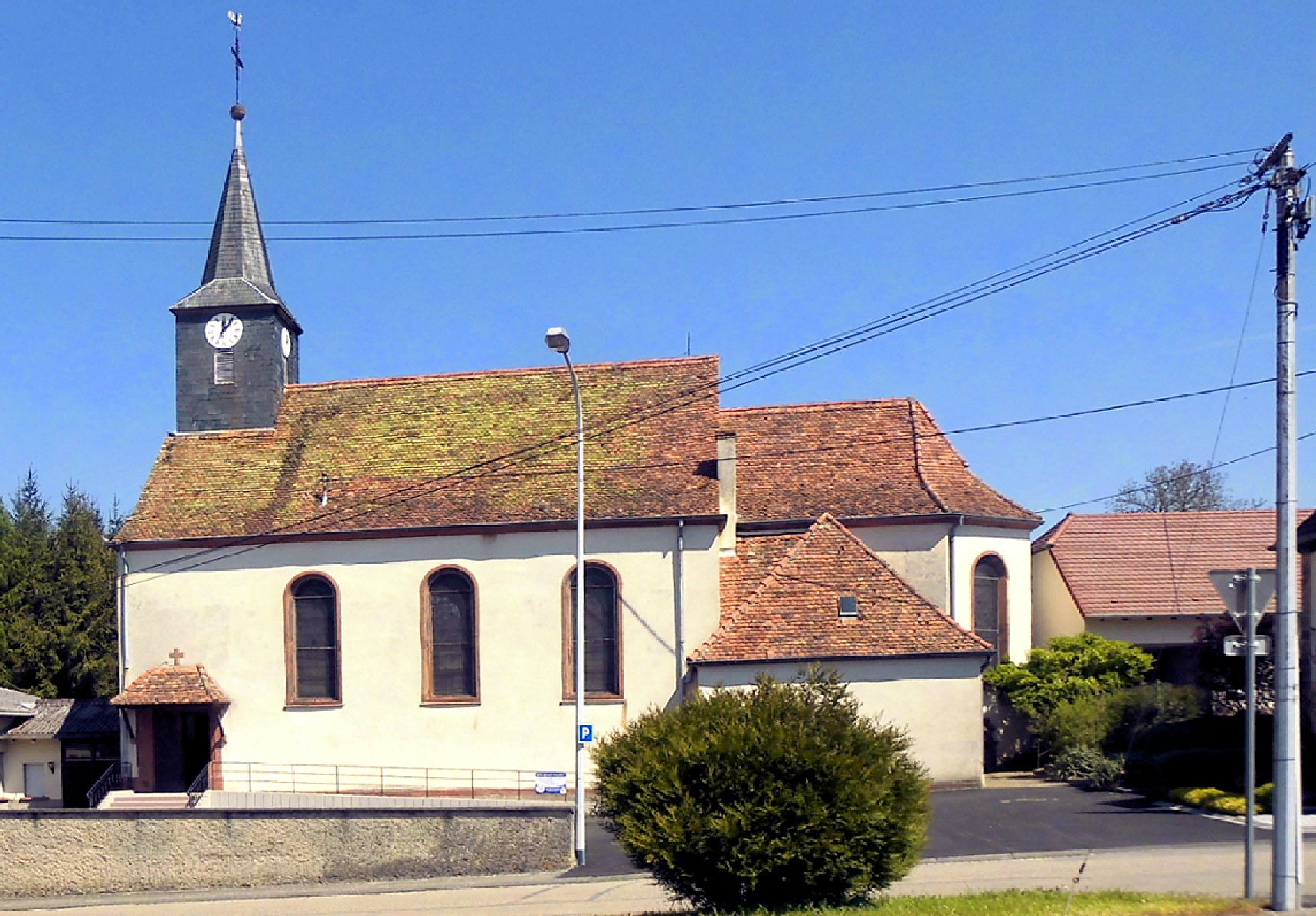
L'église Saint-Georges.
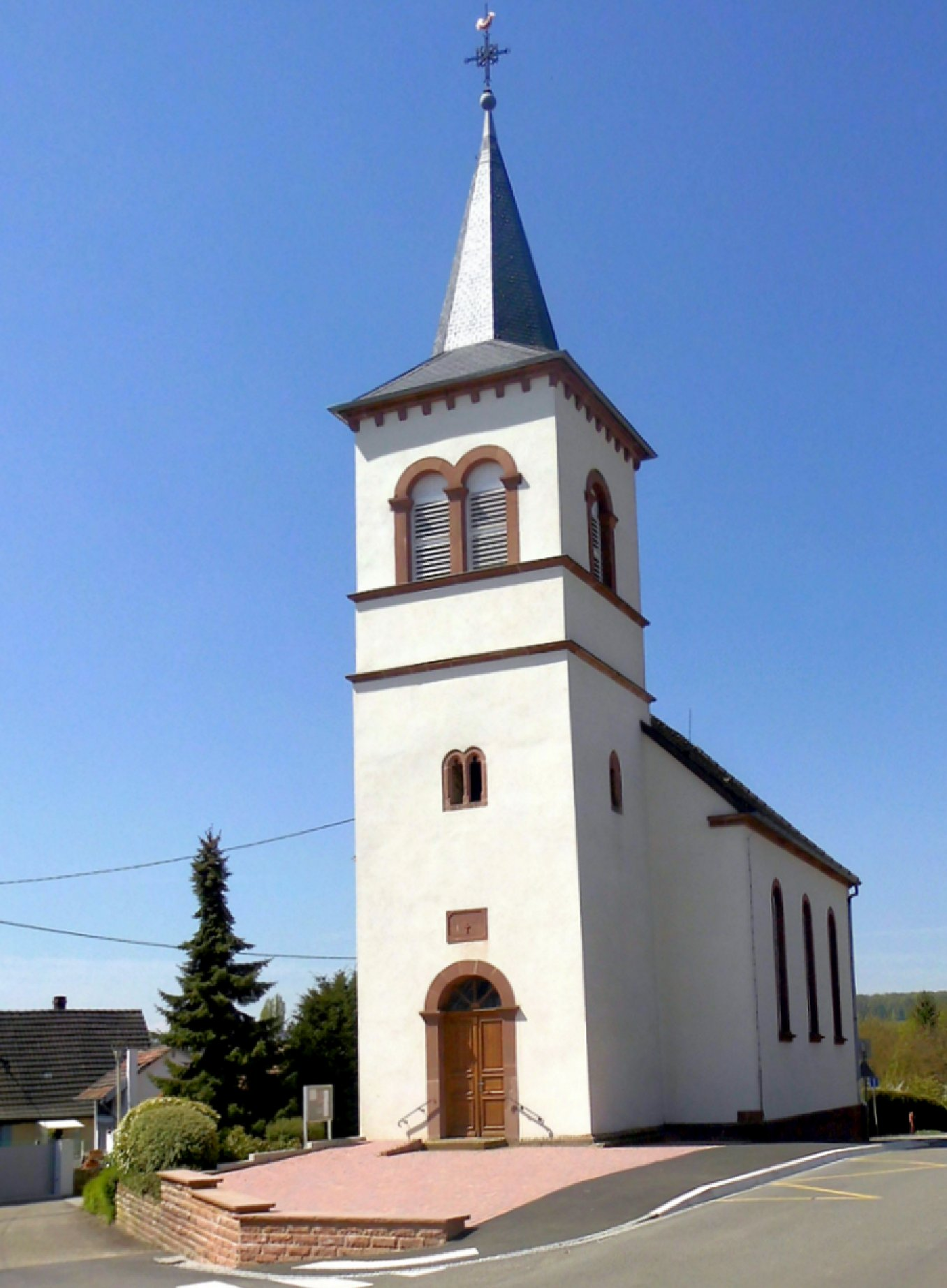
Église protestante.
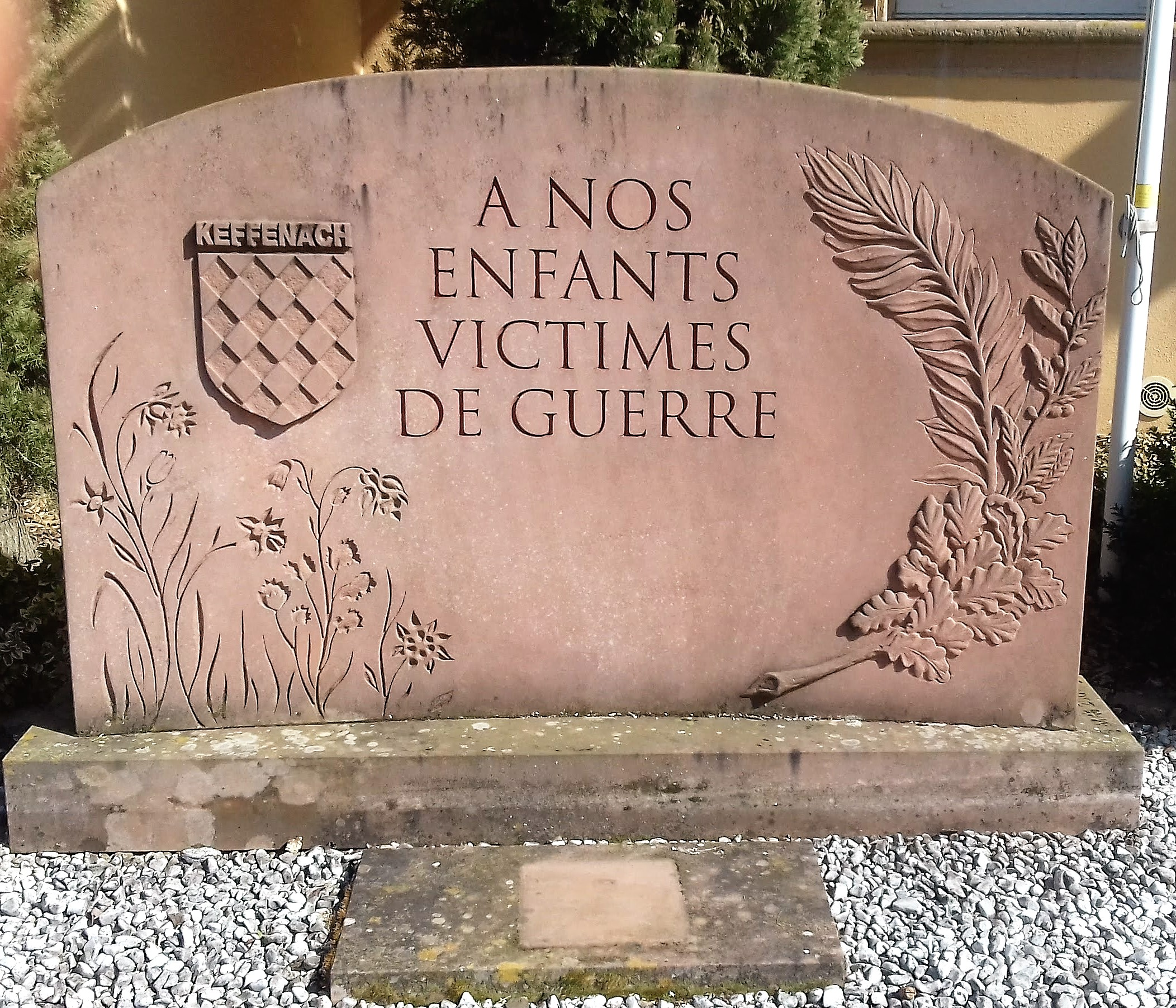
Monument aux morts.

### Lieux et monuments
- La commune possède deux églises :

L'Église paroissiale Saint-Georges construite en 1864 et inaugurée en 1865.
Le mobilier de l'église paroissiale Saint-Georges
* 2 verrières à personnages : saint Arbogast, sainte Odile (baies 1 et 2), style néo-Renaissance.
* 6 verrières à personnages.
* 3 autels, tabernacle (maître-autel, autel secondaire).
* Confessionnal.
* Tableau saint Georges.
Le Temple protestant de 1871,.
* Le mobilier du temple.
* Aiguière de communion, calice protestant, patène protestante.
* Aiguière de baptême, bassin de baptême.
* Calice.
* Aiguière et bassin de baptême.
* Boîte à hosties protestante.
* Boîte à hosties protestante.
* Harmonium de Trayser Ph. J. (facteur d'harmonium).
- L’ancien presbytère catholique de 1769, reconverti en mairie[59],[60]
- Patrimoine rural recensé par le service régional de l'Inventaire général du patrimoine culturel[61].

Le moulin du Keffenachmuehle, situé au bord du Wintzenbaechel, est également situé sur le territoire communal.
Keffenach possède une place centrale, rénovée en juillet 2015, et appelée place de l'Unité (en alsacien D'Zammehalte).
Moulin à farine Keffenachmuhle.
Fours à pains,,.
- Pierre-borne aux armes de l'ordre des chevaliers teutoniques[67]
- Monument aux morts[68] : Conflits commémorés : Guerres 1914-1918 - 1939-1945.

### Héraldique
| Blason de Keffenach | Blason  | Losangé de sinople et d'argent. |
| Blason de Keffenach | Détails |                                 |